# Parc éolien de Biglow Canyon
Le parc éolien de Biglow Canyon est un parc éolien situé dans le comté de Sherman, dans l'État américain de l'Oregon. 